# Storvassdammen
Der Storvassdammen ist ein Staudamm in der Kommune Bykle in der norwegischen Provinz Agder, etwa 80 Kilometer nordöstlich von Stavanger. Er ist eines von fünf großen Absperrbauwerken des Stausees Blåsjø und liegt an dessen Südostende. Mit einer Länge von 1470 Metern und einem Bauwerksvolumen von 9,65 Millionen Kubikmetern ist er der größte Staudamm Norwegens. Die Höhe der Bauwerkskrone liegt bei 1061 moh. und das Stauziel des Blåsjø bei 1055 moh. Der Storvassdammen wurde 1981–1987 als Teil des Ulla-Førre-Speicherkraftwerknetzes errichtet, das sich vom Blåsjø nach Nordwesten über eine Fläche von 2000 Quadratkilometern in die Nachbarprovinz Rogaland erstreckt. Es besteht aus über 20 Stauseen und 6 Speicherkraftwerken. Darunter befinden sich auch einige Pumpspeicherkraftwerke und Norwegens größtes Wasserkraftwerk Kvilldal mit einer installierten Leistung von 1240 MW. Mit einer mittleren Jahresproduktion von 4,9 TWh hatte das Netzwerk 2023 einen Anteil von etwa 3 % an der norwegischen Stromerzeugung.

## Geschichte

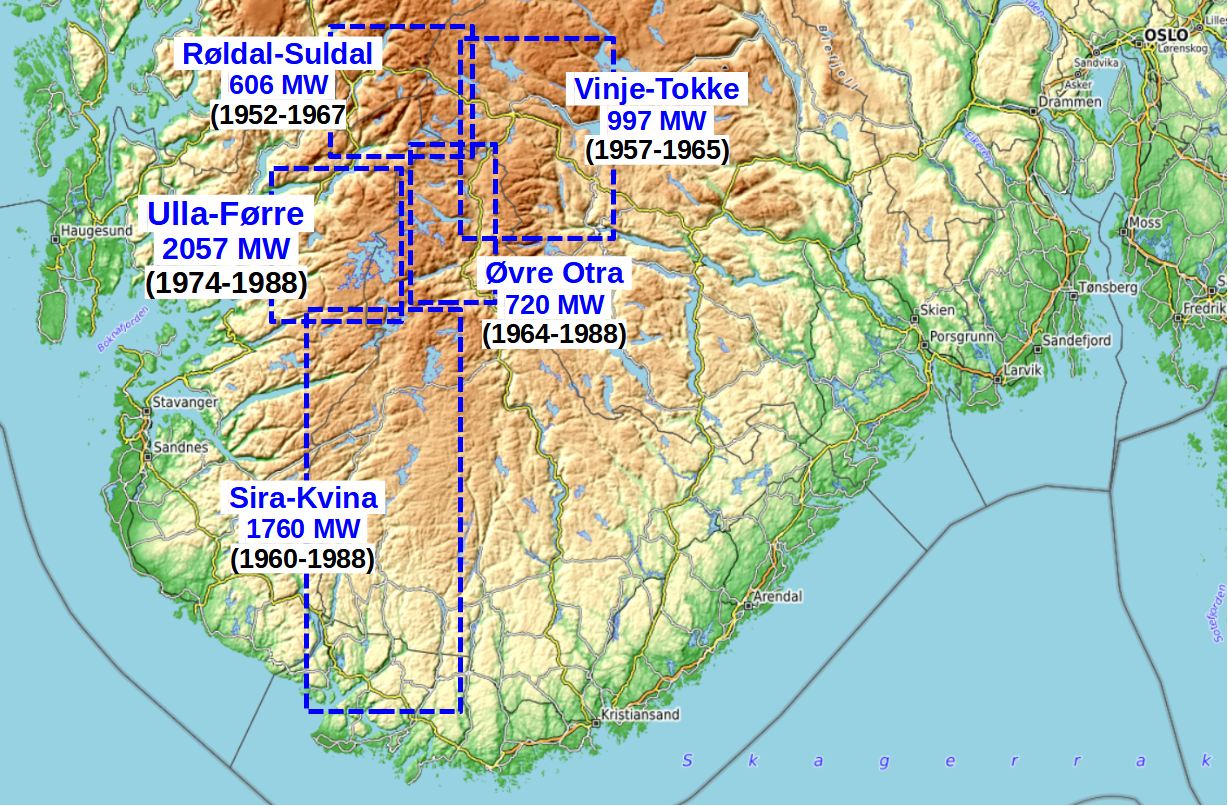
Die fünf großen Speicherkraftwerknetze im Süden von Norwegen wurden 1952–1988 errichtet, links mittig das Ulla-Førre-Netzwerk.

Ab Anfang der 1950er Jahre begann die norwegische Behörde für Gewässer und Elektrizität (Norges vassdrags- og elektrisitetsvesen, heute Norges vassdrags- og energidirektorat, NVE) mit dem Bau der ersten Speicherkraftwerknetze in den südlichen Provinzen (Fylker) Rogaland, Agder und Telemark. Bis 1988 entstanden hier fünf der heute größten Netze Norwegens mit insgesamt über 6 GW installierter Leistung. Die Netzwerke aus einer Vielzahl aus Stauseen und Speicherkraftwerken liegen in den Hochebenen und Berggebieten der Ryfylkeheiane und Setesdalsheiene und sind benannt nach den jeweiligen größten Flussläufen. Nach ersten Planungen Ende der 1960er Jahre wurde ab 1974 das Ulla-Førre-Speicherkraftwerknetz östlich von Haugesund errichtet, bestehend aus über 20 Stauseen und 6 Kraftwerken. Dafür war der Bau von 100 Kilometer neuer Straßen für den Schwerlastverkehr sowie von 100 Kilometer Druckstollen und Kavernen nötig. Der größte Stausee Blåsjø wurde als Zusammenschluss einer Vielzahl von kleineren und größeren natürlichen Seen an der Grenze zwischen Rogaland und Agder geplant. Für die Schaffung eines Magazinvolumens von drei Kubikkilometern, mit einer Oberfläche von 80 Quadratkilometern, war die Errichtung von 14 Absperrbauwerken nötig, darunter einige der größten Staudämme und Staumauern Norwegens.

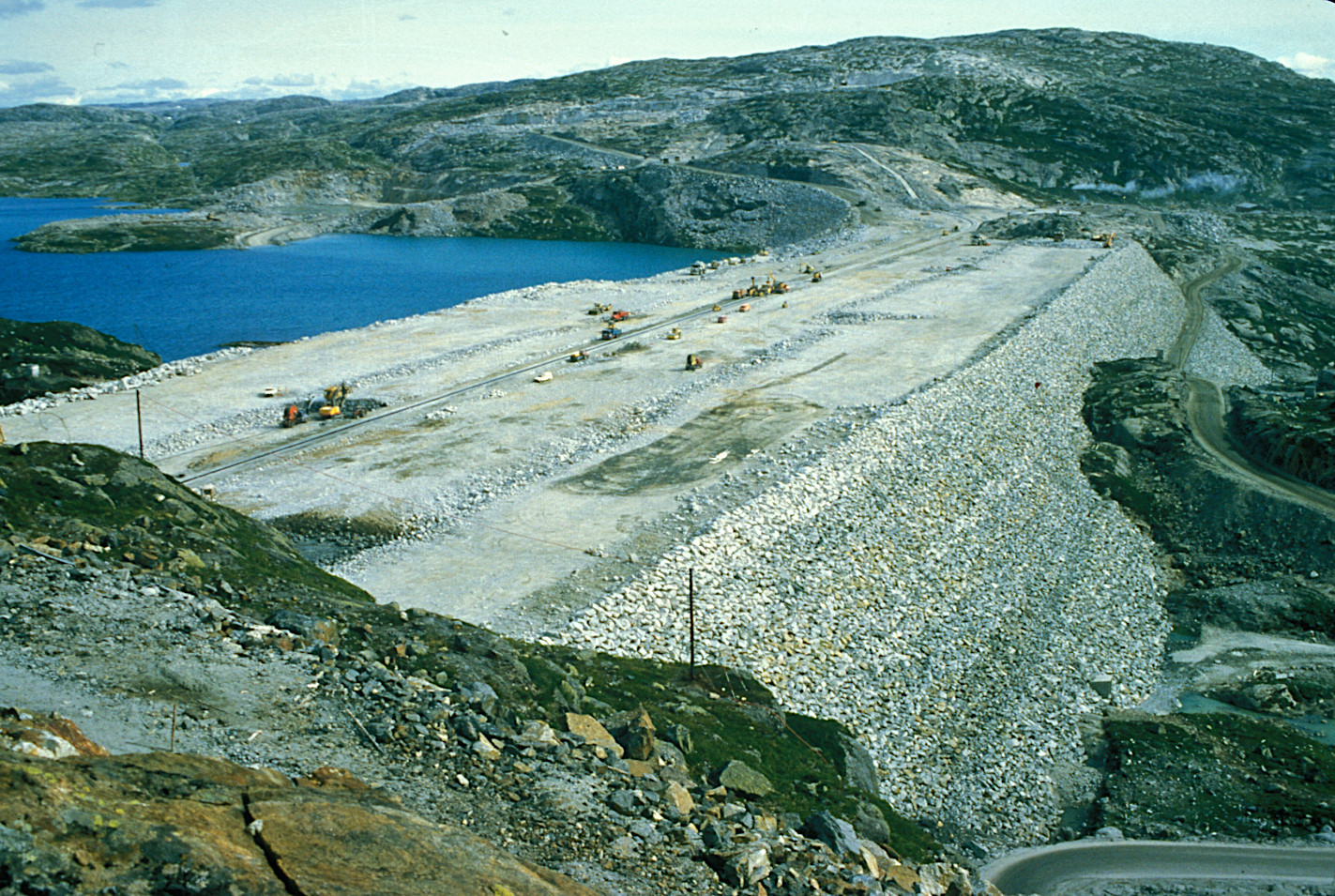
Baufortschritt am Damm 1985

Am Südostende des Blåsjø in der Kommune Bykle entstand ab 1981 der Storvassdammen, dessen Namensgeber der später vom Blåsjø umfasste natürliche See Øvre Storvatnet war. Der Steinschüttdamm sollte hier das über einen Kilometer breite Tal des Bossvassåi absperren, eines in der Bykleheiane entspringenden Flusses, der in seinem Ost-West-Lauf erst den Øvre Storvatnet durchfloss und dann in West-Ost-Richtung den Bossvatn, bevor er unterhalb der Ortschaft Bykle in die Otra mündet. Für den Bau des 90 Meter hohen Storvassdammen wurden bis 1987 fast 10 Mio. Kubikmeter Material aufgeschüttet, was in etwa dem vierfachen Volumen der Cheops-Pyramide entspricht. Bedingt durch die Höhenlage von über 950 moh. und die hier vorherrschenden Witterungsverhältnisse mit bis zu 15 Metern hohen Schneeverwehungen im Winter konnte nur von Mitte Mai bis Mitte Oktober gearbeitet werden, was eine Bauzeit von sieben Jahren bedingte. Durch die Wahl eines Steinschüttdamms mit einer Kerndichtung aus Asphaltbeton und den gleichzeitigen Baufortschritt der anderen Absperrbauwerke konnte der Blåsjø während der Bauphase kontinuierlich gefüllt werden und erreichte 1989 erstmals sein Stauziel von 1055 moh.

## Beschreibung

### Absperrbauwerk

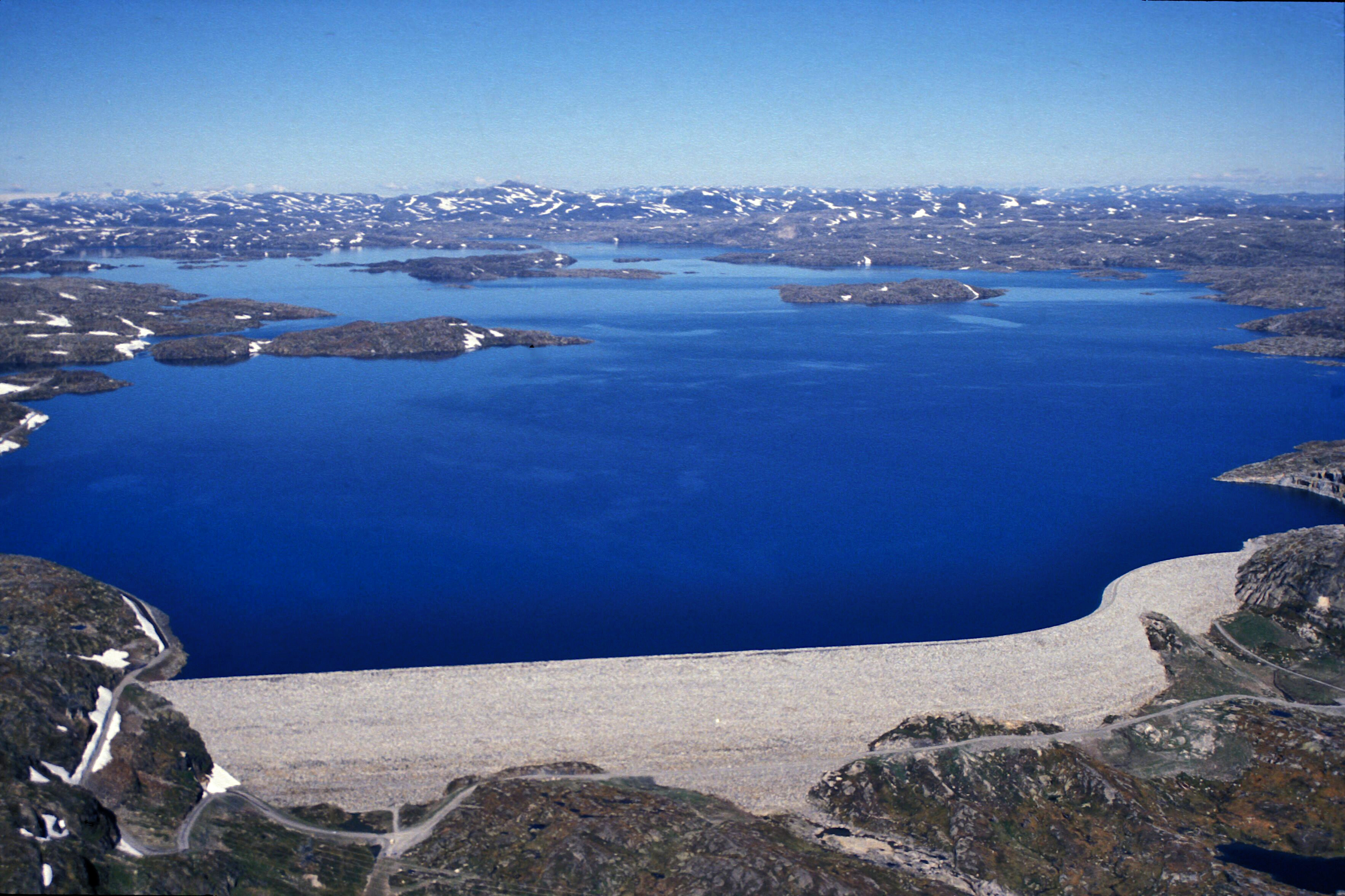
Storvassdammen und Blåsjø im September 1989, als erstmals das Stauziel von 1055 moh. erreicht wurde

Der Storvassdammen erstreckt sich mit einer Kronenlänge von 1470 m von West nach Ost. Bedingt durch das Relief des Untergrundes hat er einen 800 m langen geraden Teil und beschreibt dann eine S-Kurve, mit Kurvenradien von jeweils 300 m. Die Höhe über Grund beträgt im geraden Teil bis zu 90 m und reduziert sich im gebogenen Teil teilweise auf weniger als 10 m. Die Basisbreite erreicht im geraden Teil bis zu 470 m über dem Flussbett des Bossvassåi. Die Kronenbreite beträgt durchgängig 7 m. Das Absperrbauwerk ist als Steinschüttdamm (Zonendamm) ausgeführt mit einem im Querschnitt unsymmetrischen Schichtenaufbau. Er hat eine Kerndichtung aus Asphaltbeton und Übergangszonen (Filterschichten) aus Sand, Kies und Schotter, mit nach außen zunehmender Korngröße. Der äußere Stützkörper besteht aus kleineren Felsblöcken bis 80 cm Durchmesser und die abschließenden Deckschichten aus großen Felsblöcken mit durchschnittlich 1,5 t Gewicht. Das Bauwerksvolumen beträgt insgesamt 9,65 Mio. m³, davon entfallen 48.000 m³ auf den Asphaltbeton-Kern. Dieser hat eine wasserseitige Neigung von 1:0,2 und eine Breite von 50–80 cm. Fundiert ist er auf einem Dichtungsschleier, für den in 2080 bis zu 75 m tiefe Bohrlöcher Zement in den Untergrund injiziert wurde und der mit einer 4–5 m breiten und etwa 1 m dicken Schwelle aus Stahlbeton abgeschlossen ist.

### Stausee
| Stausee   | Absenkziel | Stauziel  | Stauraum     | Oberfläche |
| --------- | ---------- | --------- | ------------ | ---------- |
| Oddatjørn | 930 moh.   | 1055 moh. | 861 Mio. m³  | 23,59 km²  |
| Førrevatn | 935 moh.   | 1055 moh. | 751 Mio. m³  | 25,92 km²  |
| Storvatn  | 950 moh.   | 1055 moh. | 1493 Mio. m³ | 31,96 km²  |
| Blåsjø    | 930 moh.   | 1055 moh. | 3105 Mio. m³ | 81,47 km²  |

Der Blåsjø entstand aus einer Vielzahl von natürlichen Seen mit Höhenlagen zwischen 936 und 1046 moh., darunter der Øvre Storvatnet, Store Gilavatnet, Førrevatnet, Underknutevatnet, Andrevatnet, Tredjevatnet und Oddatjørn. Für den Stausee wurden 14 Absperrbauwerke errichtet, und damit er als ein gemeinsames Reservoir betrieben werden kann, mussten die Seen teilweise durch Tunnel untereinander verbunden werden. Der Blåsjø ist dadurch in drei Teile unterteilt, jeweils benannt nach den äußeren Seen, an deren Enden die größten Staudämme bzw. Staumauern errichtet wurden. Die Verbindungstunnel und die Tunnel zum Saurdal kraftverk ermöglichen die Lage der drei leicht unterschiedlichen Absenkziele unterhalb der natürlichen Wasserstände. Bei einem gemeinsamen Stauziel von 1055 moh. liegt der maximale Regulierungsbereich bei 125 m. Der gesamte Betriebsraum beträgt 3105 Mio. m³ (3,1 km³); die stark strukturierte Oberfläche summiert sich auf 81,5 km². Die einzige passive Hochwasserentlastung befindet sich am Førrevassdammen auf der Westseite; über die Tunnel (Druckstollen mit Absperrschiebern) ist aber eine zusätzliche aktive Hochwasserentlastung möglich.

### Wasserkraftwerke

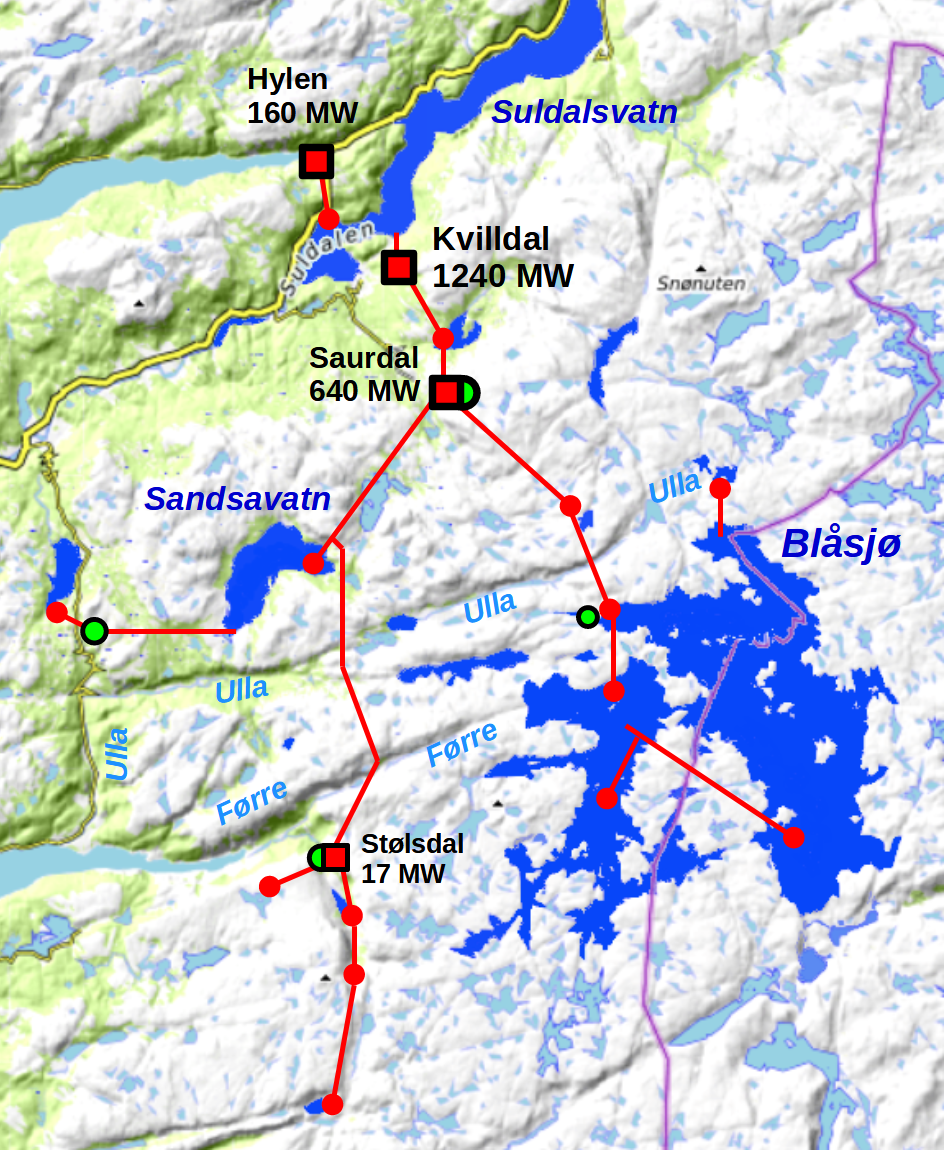
Das Ulla-Førre-Tunnelnetzwerk mit seinen Kraftwerken

Das Ulla-Førre-Speicherkraftwerknetz erstreckt sich vom Blåsjø nach Nordwesten über eine Fläche von 2000 Quadratkilometern. Es besteht aus über 20 Stauseen und 6 Speicherkraftwerken. Die Kraftwerke nutzen das Gefälle von etwa 1000 Höhenmetern, wobei sich das Netzwerk aus 100 km Druckstollen grob in drei Ebenen einteilen lässt. Der Blåsjø und einige kleinere Stauseen bilden im Osten die obere Ebene, die das Pumpspeicherkraftwerk Saurdal mit einer Fallhöhe von 437 m und einer installierten Leistung von 640 MW speist. Die mittlere Ebene auf etwa 600 moh. bildet der Westzweig mit kleineren Kraftwerken und dem Sandsavatn als größtem Stausee. Die mittlere Ebene und das Kraftwerk Saurdal speisen dann mit einer Fallhöhe von 537 m Norwegens größtes Wasserkraftwerk Kvilldal im Norden mit einer Leistung von 1240 MW, dessen Unterwasser der Suldalsvatnet auf etwa 68 moh. ist. Die letzte Stufe ist das Kraftwerk Hylen am Hylsfjorden auf Meereshöhe mit 160 MW. Die gesamte installierte Leistung des Netzwerkes beträgt 2057 MW.

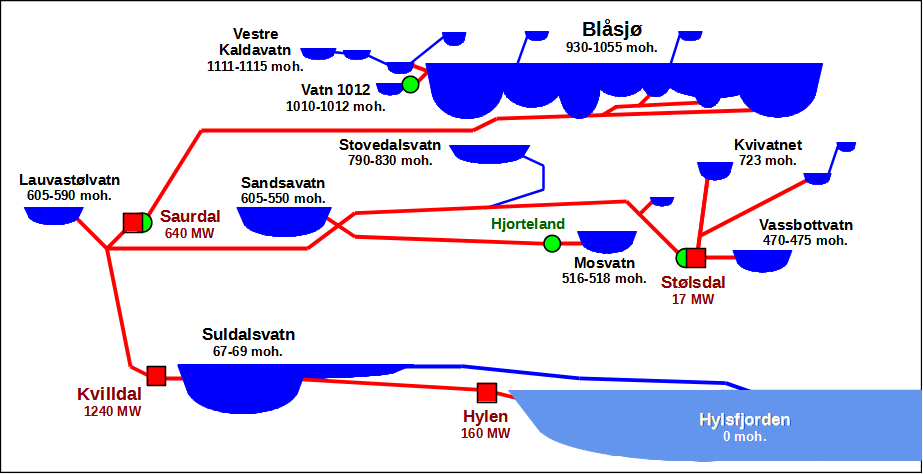
Vereinfachte Darstellung der Höhenlagen der Stauseen und Kraftwerke des Ulla-Førre-Speicherkraftwerknetzes
Speicherkraftwerk
Pumpspeicherkraftwerk

Die Speicherfunktion des Netzwerkes wird durch eine Pumpleistung von insgesamt 333 MW realisiert. Auf der mittleren Ebene können die Pumpturbinen in Hjorteland (-6 MW) und Stølsdal (-6 MW) Wasser vom Mosvatn bzw. Vassbotvatn in den Sandsavatn pumpen und das Pumpspeicherkraftwerk Saurdal (-320 MW) Wasser von dieser Ebene in den Blåsjø. Die kleine Pumpstation Pumpe 1012 (-0,6 MW) wurde erst 2004 in Betrieb genommen und kann Wasser von Vatn 1012 in den Blåsjø pumpen. Mit einer mittleren Jahresproduktion von 4,9 TWh (2000–2019) erzeugt das Netzwerk etwa 3,6 % der norwegischen Stromerzeugung durch Wasserkraft und etwa 3,0 % der Gesamtproduktion (2023).